# Kensiu
Les Kensiu sont une population autochtone du nord de la Malaisie et du sud de la Thaïlande. Ils habitent le nord-est de l'État de Kedah en Malaisie, où ils sont au nombre de 3 000 , et le sud de la province de Yala en Thaïlande, où ils sont environ 500. En Malaisie, ils sont catégorisés Orang Asli (« gens des origines »), terme par lequel on désigne les populations autochtones non-malaises (qui ont précédé les Malais dans la péninsule Malaise).
Les Kensiu sont des nomades et vivent en petits groupes dans les forêts humides. On les range dans les populations dites « Négritos ».
En Thaïlande, on les appelle Mani.
On les appelle encore Kenseu, Kensieu, Kensiw, Moniq, Monik, Mendi, Ngok Pa, Orang Bukit (« gens des collines » en malais), Orang Liar (« sauvages » en malais), Mos, Mengo, Tiong, Mawas, Belubn.

## Langue
Les Kensiu parlent une langue qui appartient au groupe dit des langues asliennes de la branche môn-khmer des langues austroasiatiques.